# Purple Rain (singolo)
Purple Rain è un singolo di Prince, pubblicato nel 1984 come ultima traccia dell'omonimo album.
La canzone è una combinazione di rock, pop, gospel e musica orchestrale. Il singolo raggiunse la seconda posizione nella classifica degli Stati Uniti e venne certificato disco d'oro, avendo venduto più di un milione di copie.

## Descrizione

### Composizione
La canzone venne scritta inizialmente come un pezzo country che Prince diede all'artista Stevie Nicks perché ne scrivesse il testo, ma la cantante si sentì intimidita, rifiutandosi e dichiarando in seguito: 
Prince decise allora di eseguire il brano un giorno durante le prove di un concerto assieme alla sua band; i musicisti iniziarono a suonare nuovi accordi. L'artista fu entusiasta di sentirla espressa in modo diverso e ritenne che il nuovo sound aveva tolto quello stile country. Iniziarono così a giocarci un po' sopra e a prenderla più sul serio suonandola per sei ore di fila. Alla fine della giornata, la canzone era per lo più scritta e arrangiata.
Prince spiegò che il testo della canzone si riferiva alla fine del mondo:
La title track del precedente album di Prince, 1999, includeva riferimenti simili ad una fine del mondo sotto un cielo viola:
I could have sworn it was judgment day

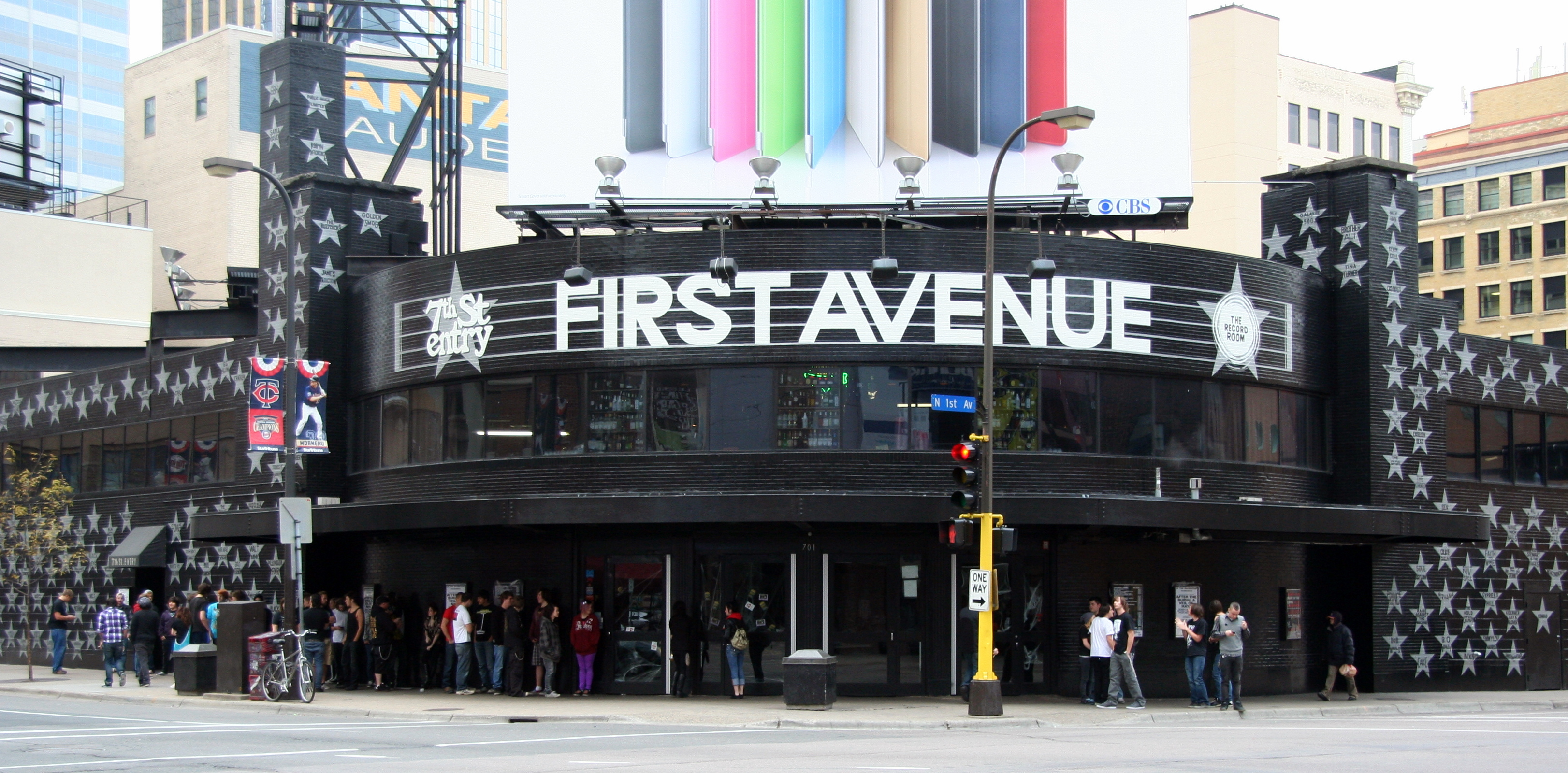
Il night club First Avenue di Minneapolis, dove venne registrata dal vivo la canzone

(The sky was all purple
There were people runnin' everywhere)»
Avrei giurato che fosse il giorno del giudizio
(Il cielo era tutto viola
C'erano persone che correvano ovunque)»
(Prince, 1999)

### Registrazione
Il brano è stato registrato durante un concerto di beneficenza per il Minnesota Dance Theatre al night club First Avenue a Minneapolis il 3 agosto 1983. La performance è stata il debutto dal vivo della chitarrista Wendy Melvoin, allora diciannovenne. Il concerto è stato registrato da David Rivkin utilizzando una unità di registrazione mobile fatta arrivare dal Record Plant di New York, e gestita dagli ingegneri del suono Dave Hewitt e Kooster McAllister. In seguito la canzone venne ultimata nello studio Sunset Sound Recorders di Los Angeles dove alla registrazione dal vivo vennero aggiunte delle sovraincisioni di archi e venne ridotta da 13 minuti a 8 minuti e 41 secondi (nella versione album).
Le tracce di base per tre brani sono state utilizzate nella colonna sonora di Purple Rain (il film): Purple Rain, I Would Die 4 U e Baby I'm a Star.
Dopo aver registrato la canzone, Prince telefonò a Jonathan Cain dei Journey, chiedendogli di ascoltarla, poiché era preoccupato che assomigliasse troppo a Faithfully, ma Jonathan disse che avevano solo quattro accordi in comune.

## Singolo
Al fine di essere pubblicato come singolo, la canzone è stata accorciata da 8:41 a 4:05.
La B-side, God, è un singolo molto più religioso, ricordando il libro della Genesi. La canzone presenta anche un'ampia sperimentazione vocale. Verso la fine, Prince parla di The Dance Electric.

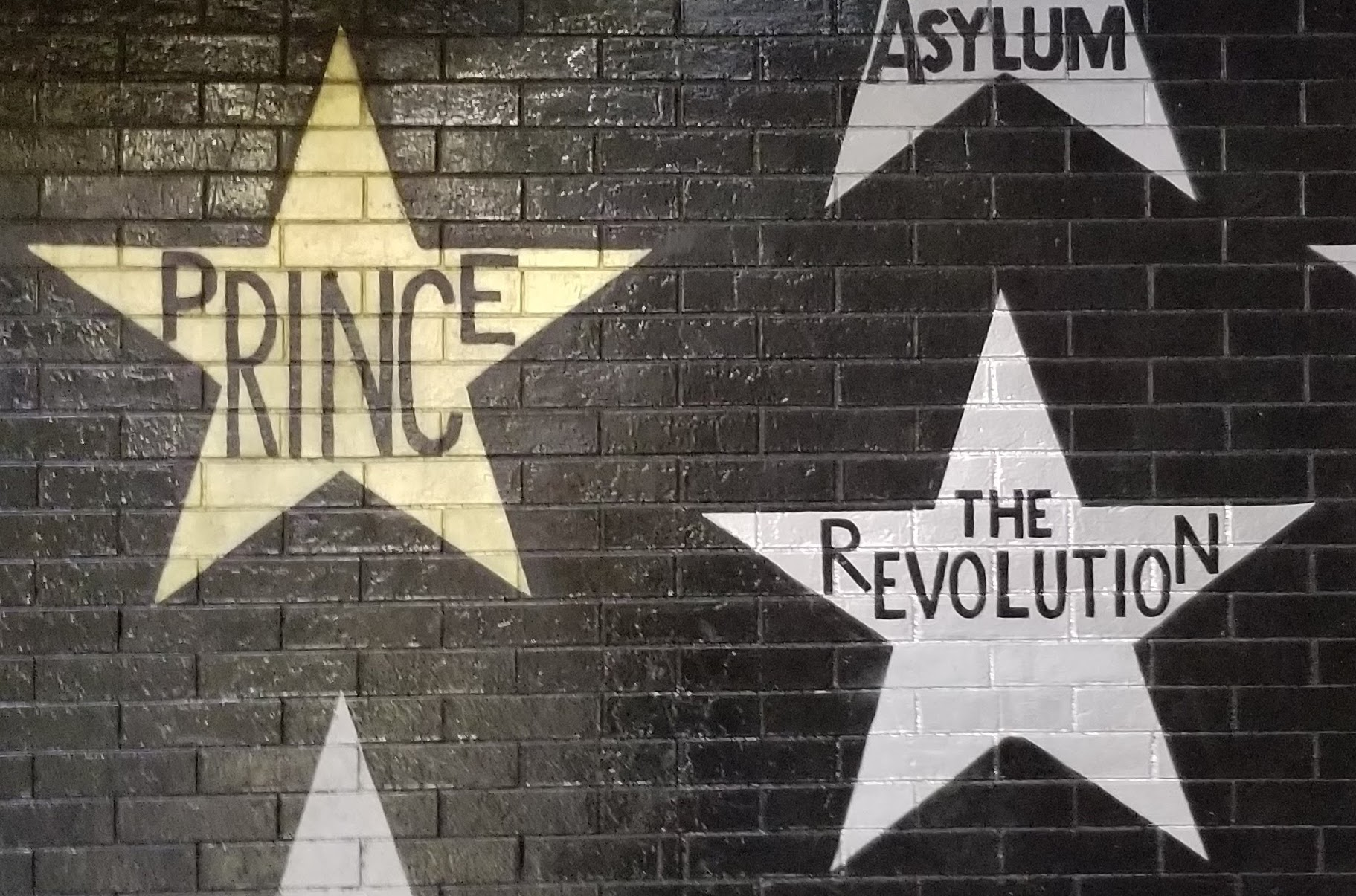
Le stelle di Prince e della sua band The Revolution esposte al First Avenue di Minneapolis, dove la canzone venne registrata

## Successo commerciale
Considerata il maggiore successo della carriera di Prince, nonché il più grande simbolo dell'artista, Purple Rain, non appena venne pubblicata, raggiunse il secondo posto della classifica statunitense Billboard Hot 100, seconda soltanto al successo degli Wham! Wake Me Up Before You Go-Go, e detenne tale posizione per due settimane. Sempre negli Stati Uniti, Purple Rain venne certificata disco d'oro dalla RIAA, avendo superato il milione di vendite soltanto nel primo anno.
Successivamente la canzone raggiunse la vetta delle classifiche anche in Belgio e nei Paesi Bassi. Nel Regno Unito la canzone è stata certificata due volte disco di platino.
In seguito alla morte di Prince avvenuta nel 2016, Purple Rain è tornata nelle classifiche di Billboard, raggiungendo il primo posto nella Hot Rock Songs. Purple Rain è rientrata anche nella classifica britannica Official Singles Chart, nella sesta posizione, superando il risultato che la canzone raggiunse nel Regno Unito nell'anno originale della sua pubblicazione. Allo stesso modo, anche in Francia, circa una settimana dopo la morte di Prince, Purple Rain ha conquistato addirittura il primo posto delle classifiche.

## Live
Prince ha eseguito questa canzone in ogni suo tour dal 1984 in poi. Ha eseguito questa canzone anche durante l'edizione dei Grammy Awards 2004, con Beyoncé, e ai Brit Awards del 2006.
Infine ha eseguito la canzone, come pezzo di chiusura, anche durante l'halftime show del Super Bowl XLI nel 2007, sotto una pioggia battente, venendo in seguito definita una delle migliori esibizioni nella storia dell'halftime Super Bowl.
Infine, Purple Rain è stata l'ultima canzone che Prince ha eseguito dal vivo durante il suo ultimo concerto ad Atlanta, Georgia, il 14 aprile 2016. Sarebbe morto sette giorni più tardi per overdose di Fentanyl, il 21 aprile 2016.

Doodle che Google ha fatto in tributo a Purple Rain

## Riconoscimenti
Nel 2004 la celebre rivista Rolling Stone l'ha inserita alla posizione n° 143 nella sua lista delle 500 migliori canzoni di tutti i tempi; nella versione aggiornata del 2021 il brano è salito al 18º posto.
La rivista Q ha inserito la canzone al 40º posto della sua lista dei "100 migliori assoli di chitarra", mentre Pitchfork l'ha nominata "la migliore ballata degli anni '80". La canzone è stata anche inclusa nella lista delle "500 migliori canzoni rock di sempre" dalla Rock and Roll Hall of Fame.
Infine, nel 2011, Purple Rain è stata inserita nella Grammy Hall of Fame.

## Tracce
Lato A
1. Purple Rain – 4:02

Lato B
1. God – 3:59

## Formazione
Testi e musiche di Prince e Duane Tudahl. Crediti di Benoît Clerc e Guitarcloud.
- Prince – voce solista e cori, chitarra elettrica solista, sintetizzatori, arrangiamento d'archi
- Wendy Melvoin – chitarra ritmica elettrica, cori, direttore d'archi
- Lisa Coleman – sintetizzatori, cori, arrangiamento d'archi, direttore d'archi
- Matt Fink – pianoforte a coda elettrico Yamaha CP-70, cori
- Brown Mark – basso, cori
- Bobby Z. – Simmons SDS-V, Linn LM-1, piatti
- Novi Novog – violino, viola
- Suzie Katayama – violoncello
- David Coleman – violoncello

## Classifiche

### Classifiche settimanali
| Classifica (1984)  | Posizione massima |
| ------------------ | ----------------- |
| Australia          | 3                 |
| Austria            | 4                 |
| Belgio (Fiandre)   | 1                 |
| Canada             | 3                 |
| Germania           | 5                 |
| Irlanda            | 8                 |
| Norvegia           | 5                 |
| Nuova Zelanda      | 8                 |
| Paesi Bassi        | 1                 |
| Regno Unito        | 8                 |
| Stati Uniti        | 2                 |
| Stati Uniti (R&B)  | 3                 |
| Svezia             | 5                 |
| Svizzera           | 4                 |
| Classifica (2016)  | Posizione massima |
| Francia            | 1                 |
| Regno Unito        | 6                 |
| Stati Uniti (rock) | 1                 |

### Classifiche di fine anno
| Classifica (1984)  | Posizione |
| ------------------ | --------- |
| Belgio (Fiandre)   | 6         |
| Paesi Bassi        | 3         |
| Classifica (2016)  | Posizione |
| Stati Uniti (rock) | 22        |